# البحث عن صلاح الدين (مسلسل)
البحث عن صلاح الدين مسلسل أخرجه نجدة أنزور متزامنا مع مسلسل صلاح الدين الأيوبي الذي أخرجه حاتم علي ولكن برؤية مختلفة أراد منها أن يظهر أهمية الحوار بين الحضارات والأديان وأن الناس يبحثون اليوم عن من يقوم بما قام به صلاح الدين في العصر الحديث. وقد مزج بين التاريخ القديم والعصر الحديث بواقعه المر.
ألف المسلسل الكاتب السوري محمود عبد الكريم بالاستعانة باستشارات د. سهيل زكار. وكتب حسن م يوسف المادة المعاصرة لتحقيق الإسقاط السياسي. أدى رشيد عساف دور صلاح الدين الأيوبي في هذا العمل. وقد رصد ريع هذا المسلسل لدعم أبناء الشهداء عبر هيئة الهلال الأحمر الإماراتية. وقد تولت العربية للإنتاج توزيع حلقات العمل في جميع قنوات التلفزيون العربية خلال رمضان عام 2001.
صُور كلٌ من المسلسلين على وقع انتفاضة الأقصى التي بدأت خريف عام 2000..

## البطولة
- رشيد عساف: صلاح الدين الأيوبي.
- عبد الهادي الصباغ: تقي الدين.
- عبد الرحمن أبو القاسم: العادل.
- فادي إبراهيم: ريتشارد.
- رضوان عقيلي: ريموند.
- زيناتي قدسية: وليم الصوري.
- عبد الرحمن حمود: الفاضل.
- جولييت عواد: مريم المقدسية.
- أنطوان كرباج: بوهيموند.
- جومانا مراد: ماريا.
- عمار شلق: وائل التغلبي.
- سعد مينة: حسين العاملي.
- عبد الكريم القواسمي:الأب بيار.
- كمال الحلو: أسامة بن منقذ.
- بسام لطفي: الشيخ عبد القادر.
- تيسير إدريس: ابن الجراح.
- جمال قبش: أرناط.
- حسام عيد: يوسف بن باتبت.
- جهاد الأندري: الملك فيليب.
- مكسيم خليل: غي.
- ضيوف المسلسل
- نادين.
- جهاد سعد.
- صباح الجزائري.
- سحر فوزي.
- بيير داغر.
- صالح الحايك.
- عماد فريد.
- وفاء طربية.
- فايز أبو دان.
- ميشيل أبو خليل.
- هاني الروماني: هركولبس.
- جميل عواد: همفري الأكبر.

كارول عبود - محمد الحريري - أمجد الحسين - زهير درويش - رانيا الكردي - إياد أبو الشامات - شادي حداد - فيلدا سمور - آمال سعد الدين - حابس حسين - عبد الحكيم قطيفان - أحمد حداد - دياموند أبو عبود - مروان فرحات - نجوى علوان - جمال نصار - مروان أبو شاهين - محمد ناصيف - أيمن بيطار - زهير العمر - رضوان سالم - يوسف المقبل - سامر سفير - باتريسيا نمور - حسن إسرب - نضير لكود - هشام كفارنة - اسكندر عزيز - طوني عاد - جورج دياب - نعمة بدوي - رنا الأبيض.